# جفریز
جفریز، روستایی در دهستان گوغر از توابع بخش مرکزی شهرستان بافت در استان کرمان ایران است.

## مردم
پیشه مردم این روستا کشاورزی و به ویژه گردوکاری است. آن‌ها اصلیت ترک و تاجیک دارند که قبلاً از عشایر استان کرمان محسوب می‌شدند.
براساس سرشماری مرکز آمار ایران در سال ۱۳۸۵، جمعیت آن ۴۰۰۰نفر وحدود(۴۰۰ خانوار) بوده‌است.